# Afabet
Afabet (Tigrinya ኣፍዓበት, arabisch افعبت) ist eine Stadt in der eritreischen Region Semienawi Kayih Bahri. Sie ist die Hauptstadt des Distriktes Afabet und liegt an der Fernstraße S1 von Keren nach Nakfa auf einer trockenen Hochebene. Eine Schätzung aus dem Jahr 1997 geht von 35.673 Einwohnern aus, diese Zahl ist jedoch unsicher und kann sich zudem in den letzten Jahrzehnten beträchtlich geändert haben.

## Geschichte
In den 1960er Jahren entstand im Distrikt Afabet das Schutzgebiet Nakfa Wildlife Reserve.
In Afabet errang die Eritreische Volksbefreiungsfront 1988 im Eritreischen Unabhängigkeitskrieg einen bedeutenden Sieg gegen die äthiopischen Truppen. Bei dieser Schlacht wurde Afabet komplett zerstört, danach jedoch wieder aufgebaut.